# О Юн Кьон
О Юн Кьон (кор. 오윤경, нар. 6 серпня 1941) — північнокорейський футболіст, що грав на позиції захисника за клуб «8 серпня», а також національну збірну КНДР.

## Клубна кар'єра
На клубному рівні грав за «8 серпня».

## Виступи за збірну
Захищав кольори національної збірної КНДР. 
У її складі був учасником чемпіонату світу 1966 року в Англії. Починав турнір як запасний гравець, проте після поразки північнокорейців у першому матчі від збірної СРСР (0:3) був включений до стартового складу збірної і виходив на поле у решті трьох іграх своєї команди, яка подолала груповий етап і вибула з боротьби, поступившись збірній Португалії, вже на стадії чвертьфіналів.